# Quarry Bay

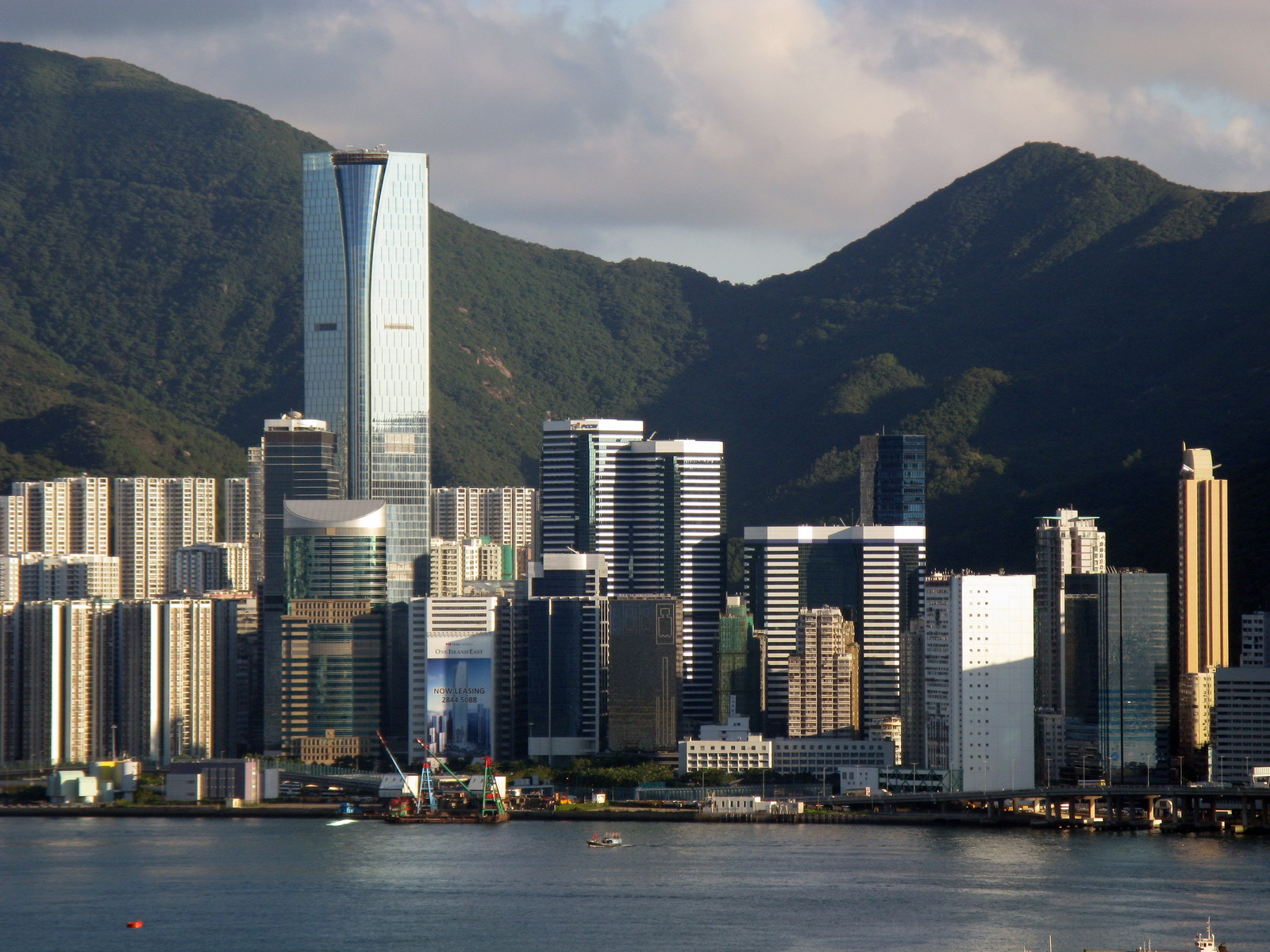
Obchodní komplex Taikoo Place v oblasti Quarry Bay

Quarry Bay (čínsky pchin-jinem Zéyúchōng, znaky zjednodušené 鲗鱼涌, tradiční 鰂魚涌) je oblast pod horou Mount Parker, ležící ve správní jednotce Východní obvod, na ostrově Hong Kong Island v čínském Hongkongu. Od devatenáctého století se lokalita přeměnila v průmyslovou základnu a rezidenční čtvrť s hustou zástavbou vysokých obchodních budov.
Na východě Quarry Bay sousedí se Sai Wan Ho, směrem na jih leží Mount Parker, západně se rozkládá North Point a na severu pak Victoria Harbour. Čínský název Zéyúchōng odkazuje na místní vodní tok, v němž během devatenáctého století žila populace karase obecného. Původní zátoka zmizela s rekultivací krajiny a rozšířením pevniny, když ležela přibližně sedm set metrů ve vnitrozemí od nové hranice pobřeží.
Skalní masivy zátoky se staly zdrojem kamene, jehož těžba sloužila k výstavbě budov a silnic. Po příchodu britských kolonistů a nastolení koloniální éry, v návaznosti na opiové války, se do lokality začali od první poloviny devatenáctého století stěhovat hakkští kameníci z chanského etnika.
Západní část oblasti se v minulosti nazývala Laj čch' (čínsky pchin-jinem Lai Chi, znaky tradiční 麗池). Od 30. let dvacátého století v ní došlo k rozvoji turismu v souvislosti s výstavbou pláží a zábavních center typu Ritz Ballroom, otevřeného v roce 1947. Protíná ji hlavní třída  King's Road, do roku 1984 jediná velká dopravní tepna. Východní část se jmenuje Quarry Point. Sídlily v ní budovy společnosti Butterfield & Swire, nejstarší kontinuálně existující hongkongské firmy, což se odrazilo v pojmenování řady prostranství a budov po čínském názvu této firmy „Taikoo“ (čínsky pchin-jinem tài gǔ, znaky tradiční 太古). Řeka původně ústící do zátoky byla od moře odříznuta výstavbou nádrže, která se stala zásobárnou vody pro místní loděnice, cukrovar na Tong Chong Street a později továrnu Coca-Cola na Greig Road a Yau Man Street. Horní tok řeky byl upraven na betonový odvodňovací kanál a dolní tok přeměněn na ulici Quarry Bay Street.

## Galerie

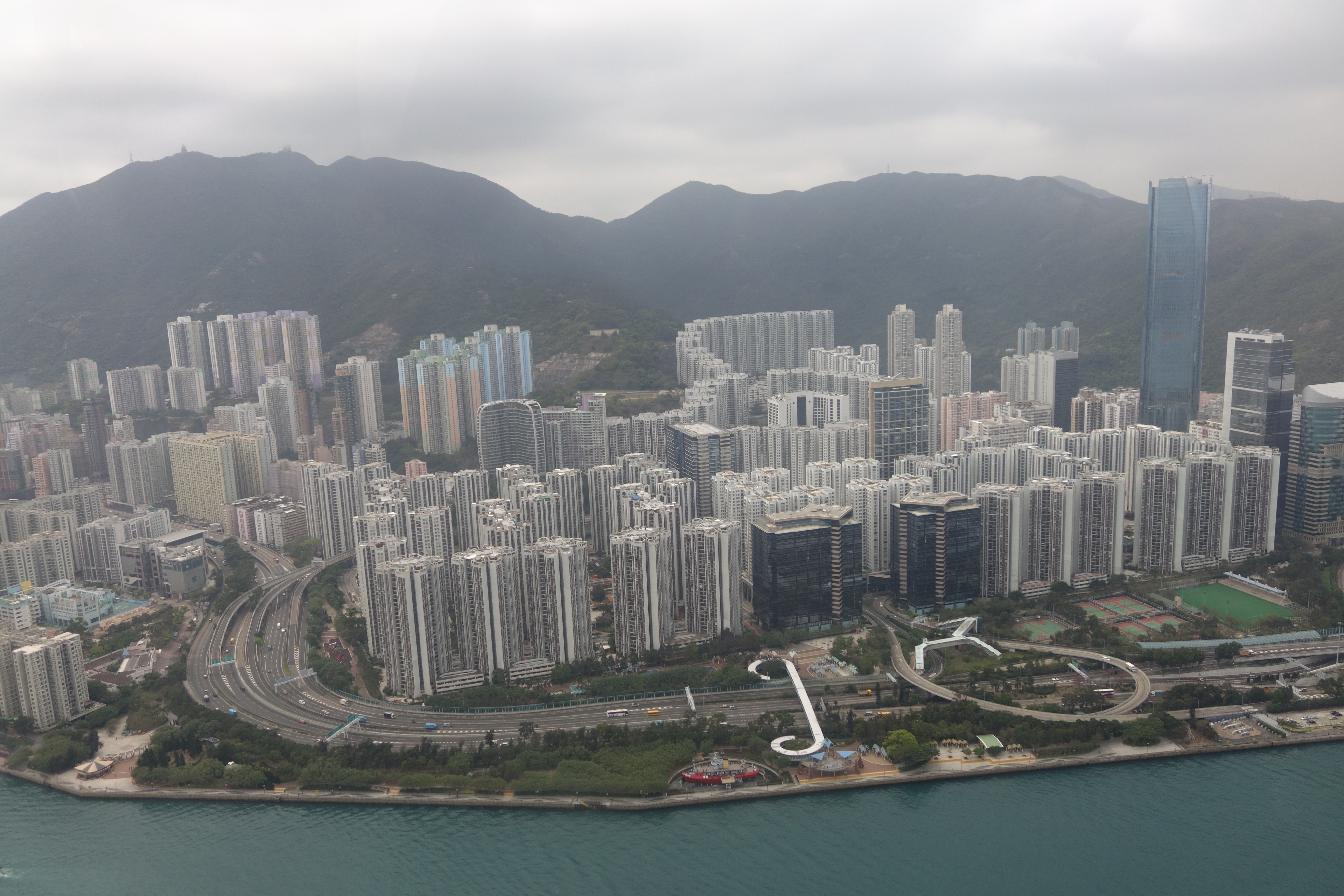
Rezidenční čtvrť Taikoo Shing s masivem Mount Parker
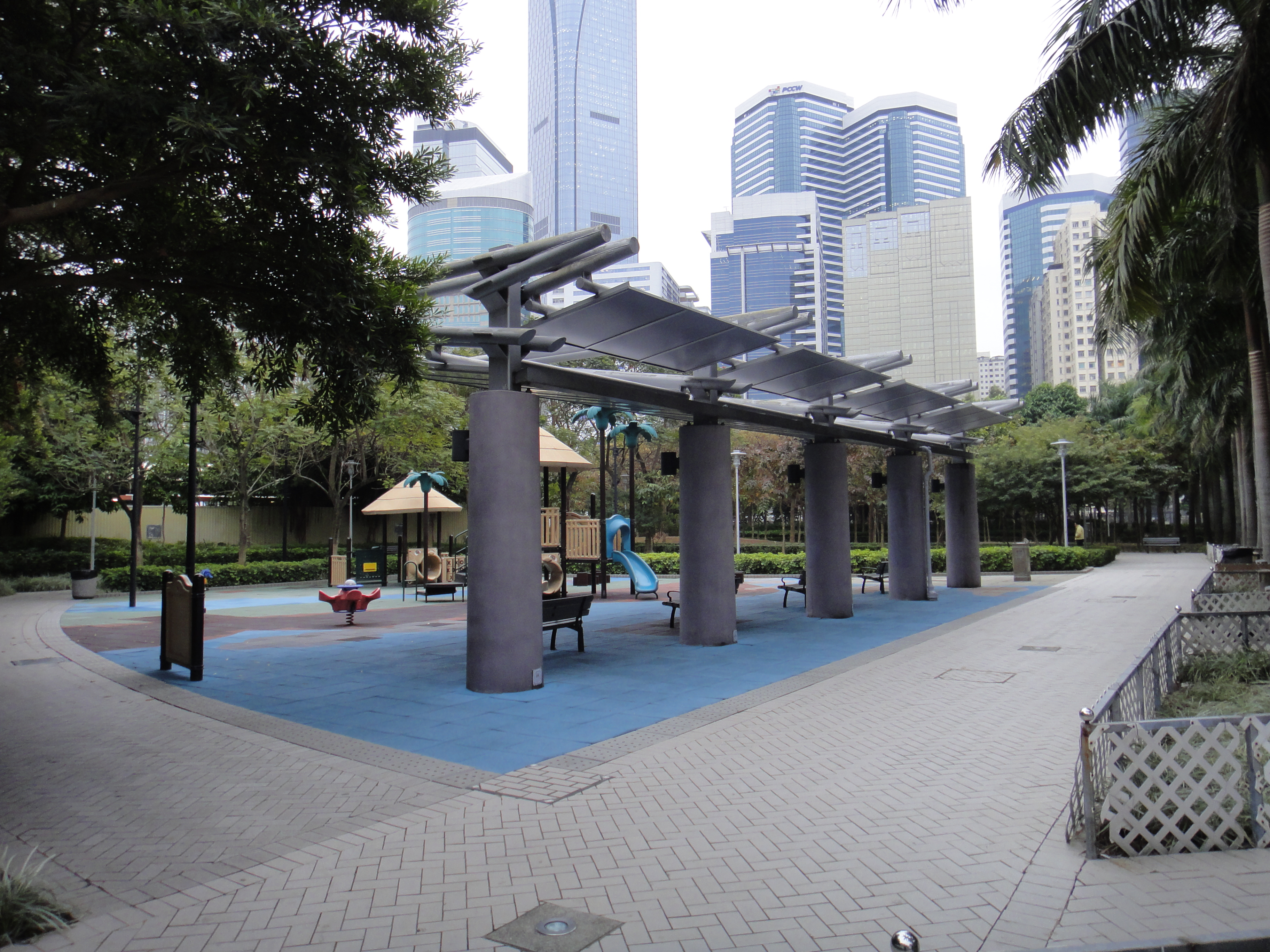
Quarry Bay Park
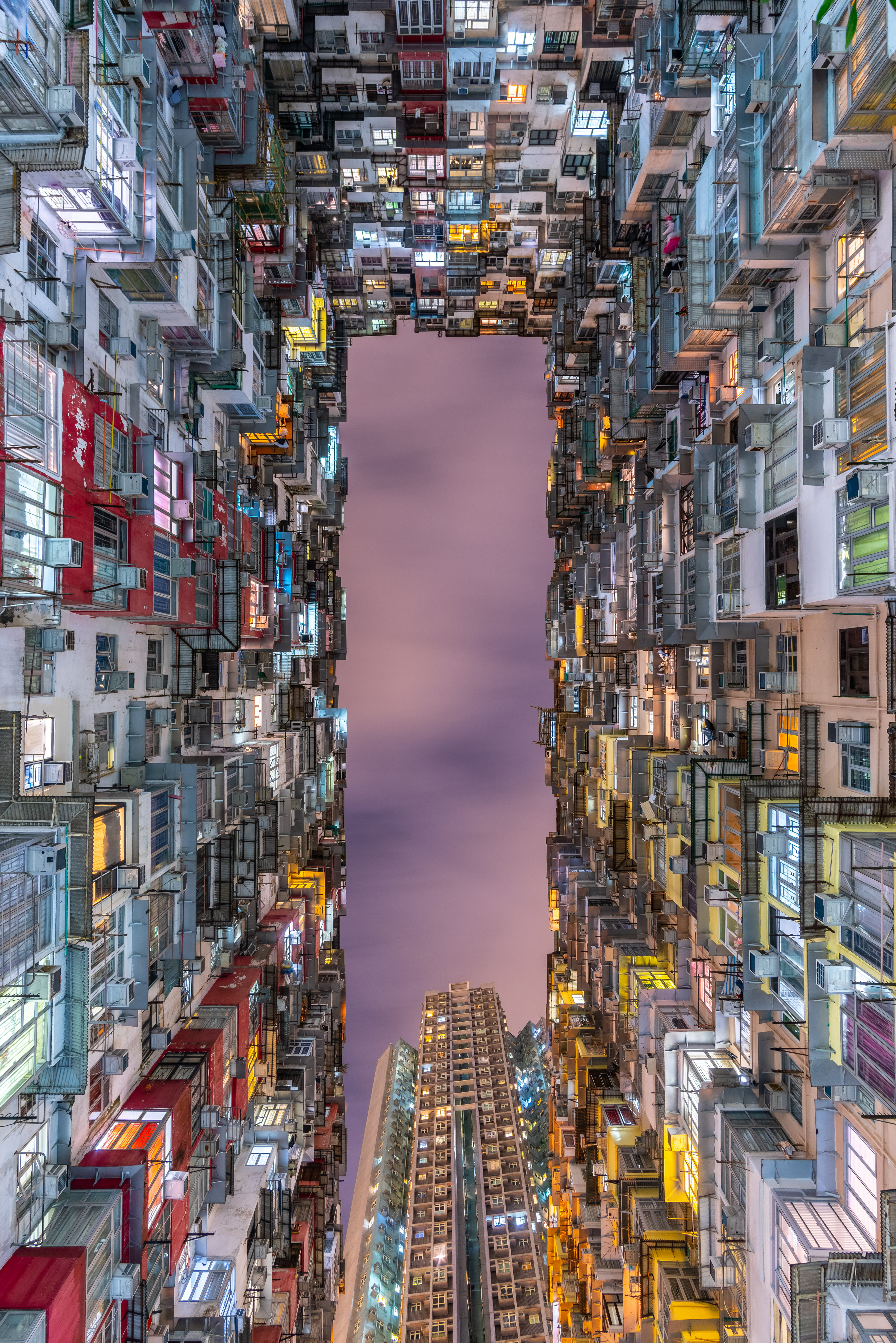
Yick Cheong Building, jedna z pěti částí Monster Building
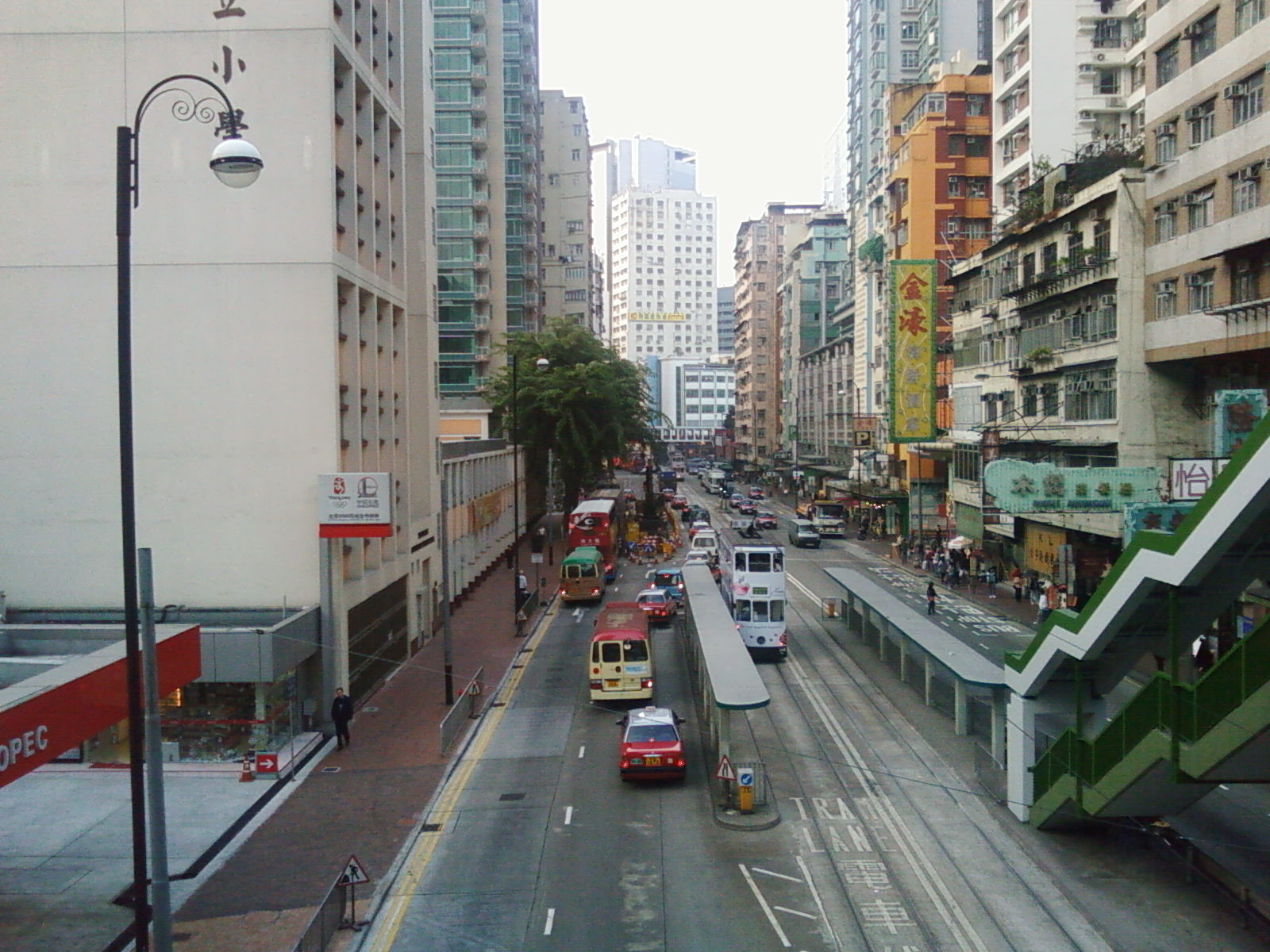
King's Road